# Тревор Сміт
Тревор Сміт (англ. Trevor Smith, 13 квітня 1936, Браєрлі-Гілл — 9 серпня 2003) — англійський футболіст, що грав на позиції захисника, зокрема за «Бірмінгем Сіті» та національну збірну Англії.

## Клубна кар'єра
У дорослому футболі дебютував 1953 року виступами за команду «Бірмінгем Сіті», в якій провів одинадцять сезонів, взявши участь у 364 матчах чемпіонату.  Більшість часу, проведеного у складі «Бірмінгем Сіті», був основним гравцем захисту команди. 1963 року виборов титул володаря Кубка англійської ліги.
Завершував ігрову кар'єру у «Волсоллі», за який виступав протягом 1964—1966 років.

## Виступи за збірну
1959 року провів два офіційні матчі за національну збірну Англії.
Помер 9 серпня 2003 року на 68-му році життя.

## Титули і досягнення
- Володар Кубка англійської ліги (1):

«Бірмінгем Сіті»: 1962-1963